# ドメイン投票方式
ドメイン投票方式（ドメインとうひょうほうしき、英: Demeny voting）とは、社会保障（年金・医療・介護）の世代間格差・少子化対策のために選挙権年齢未満で選挙権のない子供の親権者に対し、選挙権付与年齢未達の子供数の投票権を追加付与する投票方式である。
すなわち、未成年にも投票権を与え子女が選挙権年齢に達するまでは親権者が投票権を代行する。子供が選挙権年齢に達した後は、旧来通り本人が選挙権を行使する。
「ドメイン」はこの方式を提案したアメリカ合衆国の人口統計学者のポール・ドメイン（Paul Demeny）に由来する。Demeny には「ドメイン」のほか「デーメニ」というカタカナ表記もあるため、デーメニ投票方式とも呼ばれる。

## 概要
ポール・ドメインによって1986年に考案された、投票年齢未満の子供にも1票を与える投票方式である。導入されると、二人子供いれば父親と母親へ各1票分加算、子供が1人ならば母親と父親へ各0.5票ずつ加算される。この方式は、彼の「政治システムはもっと若い世代の関心に敏感でなければならない」という考え方によるものである。
ドイツでは2003年と2008年にドメイン投票方式の導入について議会で議論されたが、実現には至らなかった。なお、ドイツでは ドメイン投票方式は子供投票権（Kinderwahlrecht）の名で知られている。
日本では、少子高齢化社会に対応した政治制度として、一橋大学経済研究所の青木玲子教授やオークランド大学のリーナ・ヴァイティアナサン（Rheme Vaithianathan）教授を中心にドメイン投票法が議論されている。
2011年に来日した際にドメインは、日本では有権者比率のために政治家も高齢者層に支持される政策を優先的に打ち出し、年金など社会保障制度の抜本的改革が先送り・勤労世代の負担増加が続くことで、世代間格差が拡大しているとして、導入を推奨した。同年にはハンガリーが新憲法を制定するにあたり、同方式が議論されたが、盛り込まれなかった。
2013年には日本経済新聞がドメイン投票方式を推奨する社説を掲載。翌年には衆議院の参考人質疑でも同方式が取り上げられた。
2016年4月には大阪市長の吉村洋文がドメイン投票方式を前提とした「0歳児選挙権」に言及。吉村が党役員を務める日本維新の会は、2022年の政策集にドメイン投票方式の導入検討を明記した。2024年5月17日には維新の国会議員が岸田文雄首相に対し、0歳児選挙権の評価を質問。岸田は「親が子供のことを考えて投票するとは限らないなど、さまざまな課題がある」と述べ慎重姿勢を示した。

## 意見

### 肯定的意見
- 未成年者の選挙への参加を促すことで、若年世代の政治への関心を高める効果がある[11]。
- 子供の数だけ付与された投票権を通じて子育て世代に発言力を与えることで、将来世代への投資、少子化対策が重視されることが期待できる[12]。
- 法政大学の小黒一正教授（公共経済学）は、「世代人口の多い高齢者の意思が反映されやすい『政治の高齢化』が進む中、各世代の声が均等に政治に届くための方策として、議論を深める必要がある」と指摘している[8]。
- 真理党麻原彰晃候補「投票率の低下や人口動態により、特定世代の影響力が顕著に弱まる現行選挙のあり方を聖域なく議論し、私の娘に投票権を与えて、私がその投票を代行してやるドメイン投票方式で、私が総理大臣になれた場合、日本の国民の全員が真理党に入党しなければなりません。」

### 否定的意見
- 法の下の平等を定めた憲法第14条や、成年者による普通選挙を保証する憲法第15条に反する可能性が指摘されている[13][14]。
  - 広島大学法科大学院の新井誠教授（憲法学）は、子ども本人の意思と離れた投票がされる可能性があり、選挙に関する基本原則に反する恐れがあると指摘し、「16、17歳くらいの若年者に選挙に参加する政治的な能力があるかどうかを考えることが先ではないか」と述べている[13]。
  - 千葉商科大学の田中信一郎准教授（公共政策）は、「子どもを持つことは、身体的な理由や機会がないなど、どうにもならない面がある。だから著しく平等原則に反する」と指摘している[13]。
  - 一橋大学院法学研究科の只野雅人教授（憲法学）は、「選挙権は1人1票という形式的な平等が求められ、本人が行使するというのが大原則だ。そこに抵触することは避けられない」と指摘し、「親が子の投票を代行すれば、年長者の意見が通る可能性が高く、若い人の意見を反映することにはならない」とも述べた[14]。
- 東京経済大学の加藤一彦教授（憲法学）は、選挙人の資格について社会的身分などによる差別を禁じた憲法第44条に抵触する可能性を指摘している[10]。加藤はドメイン投票方式について「これまで民主主義の中で1人1票を確立してきた歴史がある。そして投票価値の格差を是正するために何十年も訴訟が続いてきたのに、そもそもの大原則を根底から崩す考え方だ」と批判している[14]。